# Karl Friedrich Hieronymus von Münchhausen

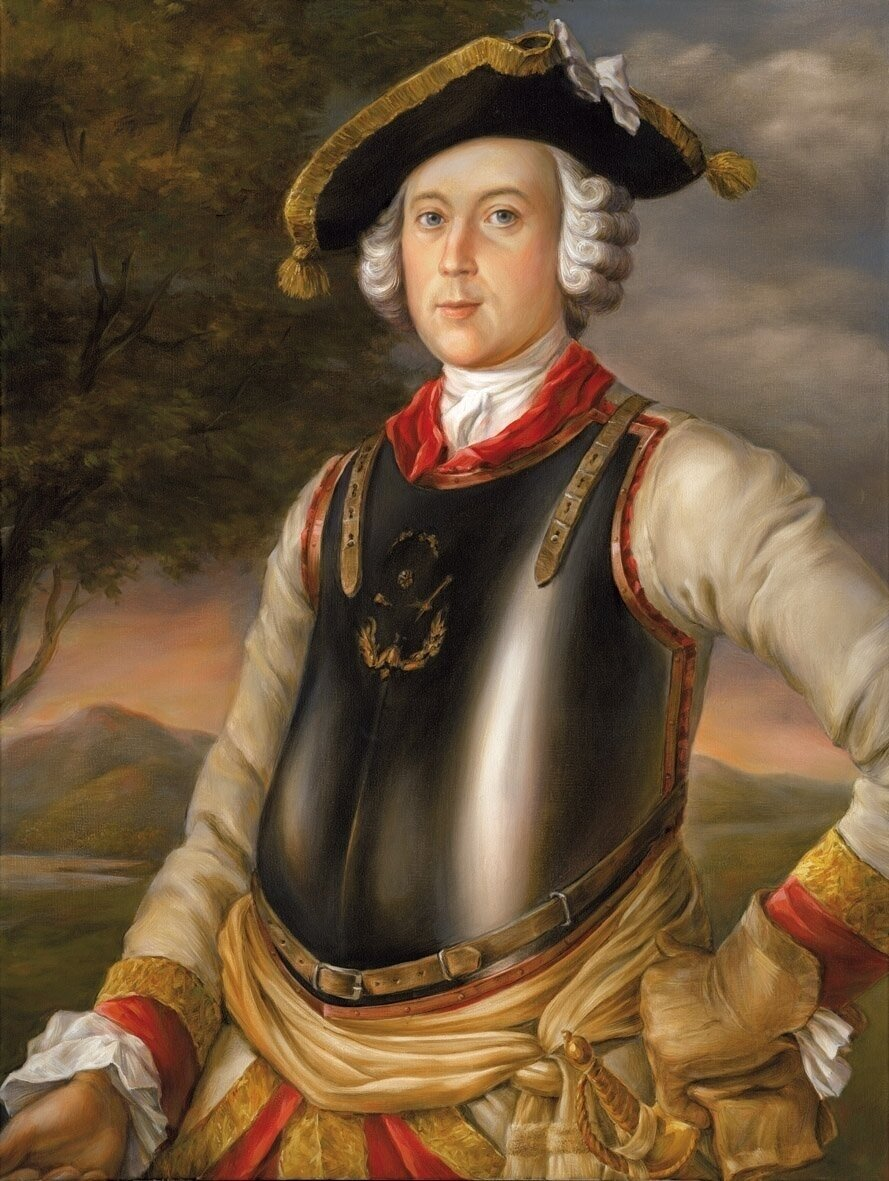
Baron von Münchhausen

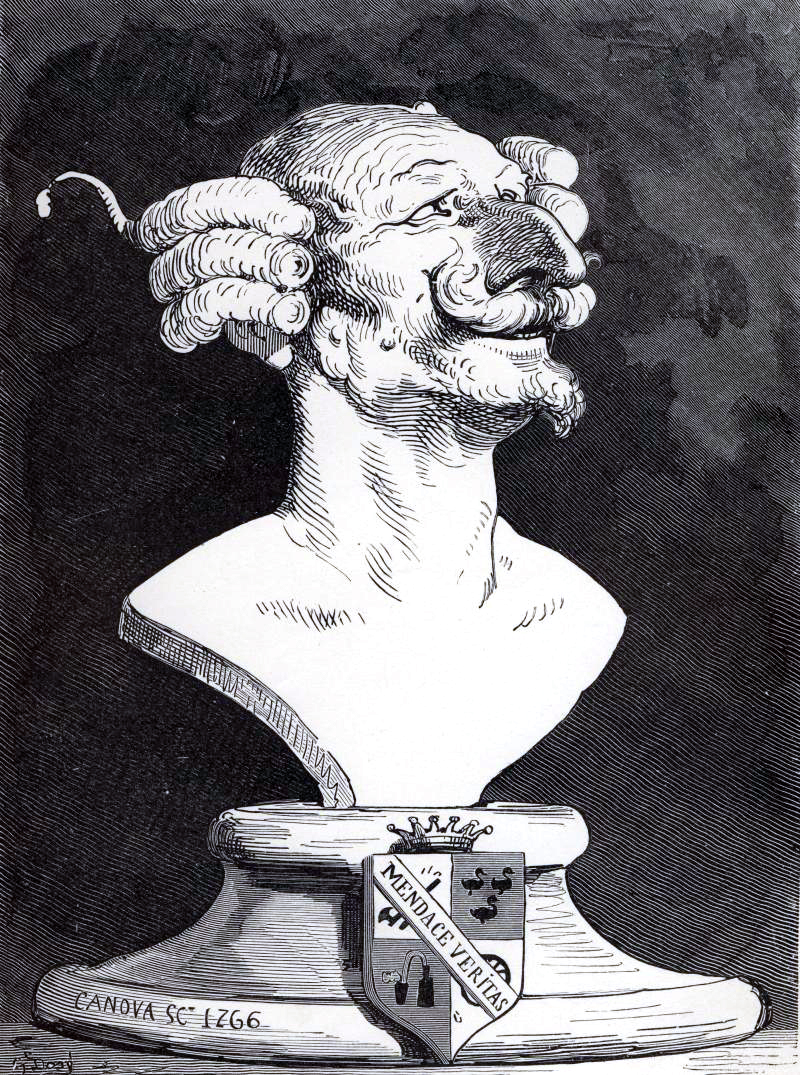
Karikatuur van Baron von Münchhausen door Gustave Doré

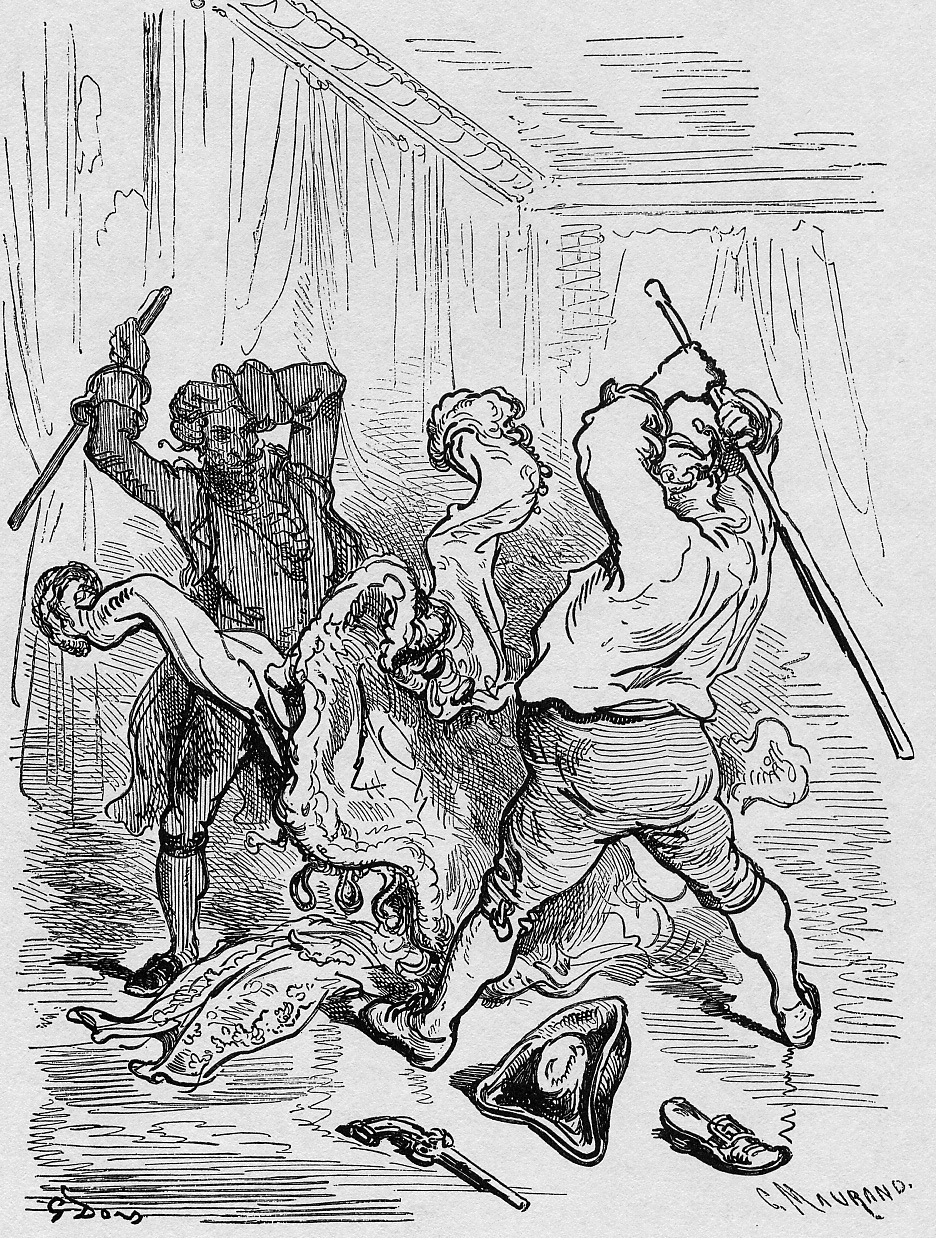
Baron von Münchhausen, eveneens door Gustave Doré, 1862

Karl Friedrich Hieronymus baron von Münchhausen (Bodenwerder in het Weserbergland, 11 mei 1720 – aldaar, 22 februari 1797) was een Duitse edelman, die in het Russische leger diende in de strijd tegen de Turken. Daarover vertelde hij zeer sterke verhalen, die als volksverhalen in de mondelinge en schriftelijke overlevering voortleven.

## Geschiedenis
De bekende baron von Münchhausen behoorde tot de zgn. zwarte lijn van het adellijke geslacht Von Münchhausen. Zijn vader Georg Otto (1682-1724) was luitenant-kolonel bij de cavalerie en heer van de landgoederen te Rinteln en Bodenwerder. Hieronymus woonde op zijn landgoed aan de Wezer te Bodenwerder, waar hij zich in 1760 op 40-jarige leeftijd had teruggetrokken, na als kapitein enige Russische veldtochten tegen de Turken te hebben meegemaakt. Als gastheer vertelde hij de mensen de meest wonderbaarlijke geschiedenissen. In het Berlijnse tijdschrift Vade Mecum für Lustige Leute van 1781 verscheen een anonieme bijdrage, getiteld: M-H-s-nsche Geschichten, in 1783 gevolgd door Noch zwei M-Lügen. Beide bijdragen waren geschreven door Rudolf Erich Raspe, die de baron persoonlijk kende. Raspe verzamelde de verhalen en gaf ze in het Engels uit in 1785, onder de titel Baron Munchausen's narrative of his marvellous travels and campaigns in Russia. De boeken werden herhaaldelijk vertaald en herdrukt.
Een Duitse vertaling door Gottfried August Bürger liet niet lang op zich wachten. Veel van het materiaal was echter afkomstig uit andere bronnen, vaak behorend in de traditie van de leugenliteratuur en mondelinge en schriftelijke overlevering van volksverhalen. Ook werden de verhalen (die op zich al sterk genoeg waren) nog verder aangedikt. Hierover was de baron niet bijzonder te spreken, waardoor de relatie tussen hem en Raspe sterk bekoelde. Hoewel de verhalen oorspronkelijk als onschuldig vermaak bedoeld waren, werd de baron steeds meer als leugenaar gezien (zijn bijnaam was de Leugenbaron), waardoor hij zich terugtrok uit het openbare leven. De baron stierf in 1797.

## Vertelcultuur en overlevering
Baron von Münchhausen heeft nauwelijks enige verhalen zelf bedacht. Hij sneed bekende, internationaal circulerende volksverhalen op zichzelf toe. De baron stond in een lange volksverhaaltraditie en 'hij' heeft hier volop gebruik van gemaakt. In de volksverhaalverzamelingen van de 19e en de eerste helft van de 20e eeuw spelen leugenverhalen à la Münchhausen een betrekkelijk bescheiden rol. De meeste van zijn leugenvertellingen zijn zo hier en daar, vooral in Europa en Noord-Amerika, wel opgetekend, meestal met andere opscheppers dan de baron. Recenter onderzoek in de Verenigde Staten en Friesland heeft aangetoond dat in ieder geval daar uiterst omvangrijke en gevarieerde orale leugenverhaaltradities zijn. Er is weinig reden om aan te nemen dat het elders anders ligt. Deze tradities hebben zich in aanzienlijke mate gekristalliseerd rondom bekende opvolgers van de baron, figuren die lokaal, regionaal of nationaal bekendheid genieten.
Zo ontstonden in Amerika cycli rond de Indianen-doder Davy Crockett, de Mississippi-schipper Mike Fink, de houthakker Paul Bunyan en zijn blauwe os, Gib Morgan, de olieboorder, de pionier Abraham 'Oregon' Smith en talloze anderen.
De bekendste leugenbaron in Friesland was Jan Hepkes Wouda (1862-1939), kortweg Jan Hepkes genaamd. Hij was een huidenkoopman uit Surhuisterveen. Wouda eigende zich niet alleen een groot deel van de klassieke motieven toe, maar hij bedacht blijkbaar ook zelf tientallen leugenverhalen, die nog steeds in Surhuisterveen en wijde omgeving te horen zijn. In Noord-Brabant is Bartje Poep bekend, over wie pas in de 21e eeuw verhalen werden ontdekt. Bartje Poep eigent zichzelf eveneens een omvangrijk deel van klassieke verhaalmotieven toe, maar verzon er tientallen leugenverhalen bij. In de mondelinge overlevering rondom Nieuwendijk ontstonden tot in 2011 nog steeds nieuwe verhalen die aan deze Brabantse leugenbaron werden gekoppeld. Naast deze types kent men onder meer de Nederlandse leugenbaronnen Hannes van Elk uit Aalsmeer, en Jan van der Deen uit Oldekerk.
De verhalen van baron Von Münchhausen (of andere leugenbaronnen) staan in het wetenschappelijke verhaalonderzoek bekend als leugenverhalen en zijn in latere eeuwen ook in de mondelinge overlevering bekend. Ze worden ook wel Münchhausiaden genoemd.

## Volksverhalen
De verhalen over baron Von Münchhausen gaan over de reis naar Rusland, de jacht, honden en paarden van de baron, de avonturen in de oorlog tegen de Turken, de gevangenschap en terugkeer naar het vaderland, avonturen ter zee, de reis naar de maan, en de tocht dwars door de aarde. Volgens de verhalen kon de baron verbazende dingen doen, zoals op kanonskogels vliegen, doorrijden op een in tweeën gehakt paard of hongerige wolven binnenstebuiten keren. Enkele verhalen rondom de baron gaan als volgt:

### Aan zijn vlecht optrekken
Baron Von Münchhausen trok zichzelf aan zijn eigen vlecht uit een moeras. In latere versies werd overigens verteld dat hij zich niet aan zijn vlecht, maar aan zijn laarzenstroppen (de lusjes aan zijn laarzen) omhoog trok, waar dan weer de woorden bootstrapping en 'booten' (van een computer) vandaan zouden komen. Dit verhaal komen we ook tegen bij types als Bartje Poep, die zichzelf volgens het verhaal redt uit het Biesbosch-moeras door zich aan zijn eigen haren weer omhoog te trekken. Het verhaal wordt ook in een beeldende vorm in het themapark Sprookjeswonderland in Enkhuizen getoond.

### De kanonskogel
Zo gaat een van de (internationaal circulerende) volksverhalen over een man, soldaat, of baron Von Münchhausen, die op een afgeschoten kanonskogel springt om (in) een belegerde stad, een vijandelijk kamp, te kunnen (be)spioneren. Halverwege keert hij weer terug, door op een door de vijand afgeschoten (tegemoetkomende) kogel te springen. Hij laat zich een tweede keer naar de stad schieten en opent van binnenuit de poort. Dit verhaal is onder meer bekend in de Baltische Staten, Duitsland, Hongarije, Rusland en Scandinavië. In Nederland is het uit de volksmond opgetekend in Friesland, Groningen en Nieuwleusen.

### Met eenden in de lucht
De baron Von Münchhausen bindt een stukje spek aan een hondenlijn wanneer hij een dozijn eenden ziet zwemmen en geen kruit en lood meer heeft. De eerste eend slikt dit in. Doordat het zo glad is, poept hij het meteen achter zich weer uit. De andere eenden overkomt hetzelfde, zodat hij ze weldra allemaal aan een lijn heeft. Op weg naar huis komen de versufte eenden weer tot zichzelf en vliegen met hem weg. Hij stuurt de vlucht naar zijn huis. Hier draait hij de vogels de nek om, zodat hij keurig langzaam door de schoorsteen kan dalen.
Het gaat hier om het internationale sprookjestype The Man Carried Through the Air by Geese.

### De gespietste patrijzen
De baron schiet, als al zijn hagel weer eens op is, met zijn laadstok op een vlucht patrijzen. Zeven spietst hij zo met één schot.

### De bevroren urinestraal
Op een winterjacht in een Pools woud wordt de baron door een beer aangevallen, net als hij de vuursteen van zijn geweer heeft losgeschroefd om deze aan te scherpen. Hij klimt in een boom, maar laat zijn mes vallen in de sneeuw. Hij laat een straal urine - daar heeft men altijd genoeg van als men in angst zit - neer op het mes. De straal bevriest onmiddellijk. Zo kan hij het mes omhoogtrekken, de steen weer vastschroeven en de beer voor altijd het boomklimmen doen vergeten.

### Vijf bruikbare dienaren
Wanneer de baron op last van de sultan naar Caïro reist om een boodschap over te brengen, ontmoet hij vijf bruikbare mannen, die hij als dienaren in dienst neemt: een met een adem als een orkaan, een die snel als de wind kan rennen, een die zo sterk is dat hij een heel bos ceders kan ontwortelen, een met een extreem goed gehoor en een met een extreem goed zicht. Nadien helpen deze mannen de baron bij het winnen van een weddenschap met de sultan. Dit vertoont overeenkomsten met het sprookje van De zes dienaren, gepubliceerd in Kinder- und Hausmärchen als KHM134.

### De reis door de Aarde en de Stille Zuidzee
Na via de Etna dwars door de aarde te zijn gevallen en in de Stille Zuidzee terecht te zijn gekomen, wordt de baron opgepikt door een schip. Na een bezoek aan het Kaaseiland komt het schip de meest bizarre zeemonsters tegen, waaronder een eiland dat uiteindelijk een reusachtige vis blijkt te zijn. Dit verhaal vertoont overeenkomsten met de verhalen over Sinbad de zeeman uit Duizend-en-een-nacht.

## Bewerkingen
Meerdere schrijvers vlochten rond de naam van baron Von Münchhausen literair werk. Ook kwamen er toneelstukken, een opera (in 1897) en ook films over hem.

### Film en televisie
Vanaf 1911 zijn er veel verfilmingen en televisiebewerkingen geweest. Speciale vermelding verdient de Duitse verfilming op een scenario van Erich Kästner, in 1943 naar aanleiding van het 25-jarig jubileum van de UFA-studio gemaakt met de populaire acteur Hans Albers in de hoofdrol en geregisseerd door Josef von Báky. Deze film viel vooral op door de prachtige kostuums en decors. Hoewel midden in de Tweede Wereldoorlog gemaakt, is dit opvallend genoeg geen propagandafilm. Deze film was door propagandaminister Joseph Goebbels dan ook bedoeld om de mensen wat afleiding te geven na de rampzalige Slag om Stalingrad.
Terry Gilliam verwerkte de verhalen in 1988 in de film The Adventures of Baron Munchausen, met John Neville als de baron.

### Literair
- Lied Deurvorst: Het Uur van de Waarheid, Bährne Louise von Brun (1773-1839) en de mannen in haar leven, Uitgeverij Fagus, IJzerlo 2010, 209 pagina's. Aan de hand van nog aanwezige bronnen uit binnen- en buitenlandse archieven wordt verhaald hoe de tweede vrouw van de baron van Münchausen, haar eerste man, haar minnaar, haar tweede echtgenoot, haar zoon en haar kleinzoon stuk liepen op momenten die hun levens een andere richting hadden kunnen geven.
- Bij de uitgeverij A. Roelofs van Goor te Meppel verscheen in 1960 het boek De vergeten avonturen van Baron van Münchhausen, een verzonnen aanvulling op de bekende verhalen, geschreven door J. Okkebrok.

## Toerisme
In zijn geboorteplaats Bodenwerder, aan de rivier de Wezer, is sinds enkele jaren op initiatief van de burgemeester een fraai gerestaureerd museum gevestigd, waar een collectie bewaard wordt over de baron. In dit museum vindt men op de eerste verdieping van alles over de baron. Op de tweede verdieping is een streekmuseum-afdeling. De deelstaat Nedersaksen waar Bodenwerder deel van uitmaakt reikt jaarlijks de Münchhausenprijs uit aan personen of organisaties die de fantasie levendig houden. In 2005 ontving de Nederlandse entertainer Rudi Carrell deze prijs.
Von Münchhausen heeft de citadel van Bender in Transnistrië (het vroegere Tighina, Moldavië) bezocht, aldus een vermelding in het museum in het kruithuis van de burcht. Net buiten de citadel staat een borstbeeld van de baron, met daarnaast een artistieke verbeelding van 'de' kanonskogel.

## Verwijzing naar ziekten
Baron von Münchhausen vertelde sterke verhalen om aandacht te krijgen. De geestesziekte waarbij iemand zichzelf verwondt om aandacht te krijgen, is naar hem vernoemd: het syndroom van Münchhausen. De baron wendde overigens zelf geen ziekten voor. Nog meer tot de verbeelding sprekend is de situatie waarin iemand letsel aan een ander toebrengt om vervolgens als "redder" of "bezorgde ouder" aandacht te krijgen: Münchhausen by proxy. Münchhausen by internet is een gedragspatroon waarbij men via internet aandoeningen fingeert teneinde aandacht en sympathie te oogsten.

## Alpinisme
Er bestaat sinds 1997 een methode om jezelf uit een gletsjerspleet te redden waarbij men zichzelf uit de gletsjerspleet lijkt te trekken en die met dank aan de berggids Robert Purtscheller bekend staat onder de naam Münchhausentechnik.